# Dixton Motte
Dixton Motte är ett slott i Storbritannien.   Det ligger i kommunen Monmouthshire och riksdelen Wales, i den södra delen av landet, 180 km väster om huvudstaden London. Dixton Motte ligger 23 meter över havet.
Terrängen runt Dixton Motte är kuperad norrut, men söderut är den platt. Dixton Motte ligger nere i en dal. Runt Dixton Motte är det ganska tätbefolkat, med 144 invånare per kvadratkilometer. Närmaste större samhälle är Monmouth, 1,2 km sydväst om Dixton Motte. I omgivningarna runt Dixton Motte växer i huvudsak blandskog.